# Pujalt
Pujalt è un comune spagnolo di 188 abitanti situato nella comunità autonoma della Catalogna.